# Zapasy na Letnich Igrzyskach Olimpijskich 1924 – waga ciężka mężczyzn w stylu klasycznym
Turniej mężczyzn w wadze ciężkiej w stylu klasycznym był jedną z konkurencji zapaśniczych na Letnich Igrzyskach Olimpijskich 1924. Zawody odbyły się w dniach 6-10 lipca. W zawodach uczestniczyło 17 zawodników 10 państw.

## Wyniki
W turnieju rozegranych zostało sześć rund. Każdy zawodnik, który przegrał dwie walki został wyeliminowany.

### Runda 1
| Przegranych | Zwycięzca       | Przegrany       | Przegranych |
| ----------- | --------------- | --------------- | ----------- |
| 0           | Emil Larsen     | Jānis Polis     | 1           |
| 0           | Jussi Salila    | Marcello Giuria | 1           |
| 0           | Léon Pottier    | Jaap Sjouwerman | 1           |
| 0           | Claes Johansson | Ottó Szelky     | 1           |
| 0           | Henri Deglane   | Poul Hansen     | 1           |
| 0           | Jan Sint        | Aleardo Donati  | 1           |
| 0           | Edil Rosenqvist | Ernst Nilsson   | 1           |
| 0           | Edmond Dame     | Franz Mileder   | 1           |
| 0           | Rajmund Badó    | wolny los       | –           |

### Runda 2
| Przegranych | Zwycięzca       | Przegrany       | Przegranych |
| ----------- | --------------- | --------------- | ----------- |
| 0           | Rajmund Badó    | Emil Larsen     | 1           |
| 1           | Jānis Polis     | Marcello Giuria | 2           |
| 0           | Léon Pottier    | Jussi Salila    | 1           |
| 1           | Ottó Szelky     | Jaap Sjouwerman | 2           |
| 0           | Henri Deglane   | Claes Johansson | 1           |
| 1           | Poul Hansen     | Jan Sint        | 1           |
| 1           | Ernst Nilsson   | Aleardo Donati  | 2           |
| 0           | Edil Rosenqvist | Franz Mileder   | 2           |
| 0           | Edmond Dame     | wolny los       | –           |

### Runda 3
| Przegranych | Zwycięzca       | Przegrany       | Przegranych |
| ----------- | --------------- | --------------- | ----------- |
| 0           | Rajmund Badó    | Edmond Dame     | 1           |
| 1           | Emil Larsen     | Jussi Salila    | 2           |
| 1           | Jānis Polis     | Léon Pottier    | 1           |
| 0           | Henri Deglane   | Ottó Szelky     | 2           |
| 1           | Ernst Nilsson   | Poul Hansen     | 2           |
| 0           | Edil Rosenqvist | Jan Sint        | 2           |
| –           | –               | Claes Johansson | –           |

### Runda 4
| Przegranych | Zwycięzca       | Przegrany     | Przegranych |
| ----------- | --------------- | ------------- | ----------- |
| 0           | Rajmund Badó    | Jānis Polis   | 2           |
| 0           | Edil Rosenqvist | Edmond Dame   | 2           |
| 1           | Emil Larsen     | Léon Pottier  | 2           |
| 0           | Henri Deglane   | Ernst Nilsson | 2           |

### Runda 5
| Przegranych | Zwycięzca       | Przegrany    | Przegranych |
| ----------- | --------------- | ------------ | ----------- |
| 0           | Henri Deglane   | Rajmund Badó | 1           |
| 0           | Edil Rosenqvist | Emil Larsen  | 2           |

### Runda 6
| Przegranych | Zwycięzca     | Przegrany       | Przegranych |
| ----------- | ------------- | --------------- | ----------- |
| 0           | Henri Deglane | Edil Rosenqvist | 1           |